# Toni Muñoz
Toni Muñoz, également connu sous le surnom de Toni, de son nom de naissance Antonio Muñoz Gómez, né le 4 février 1968, est un footballeur international espagnol occupant le poste d'arrière gauche. Il a effectué sa carrière principalement à l'Atlético Madrid avant de devenir directeur sportif de ce club puis du Getafe CF.

## Biographie

### Carrière de joueur

#### En club
Né le 4 février 1968 à Cordoue, Toni Muñoz fait partie du club local du Córdoba CF qui joue en troisième division. Rejoignant l'Atlético Madrileño CF en 1989, il évolue alors en deuxième division et découvre la Liga en sous les couleurs de l'Atlético Madrid.
Arrière gauche des Colchoneros, il remporte plusieurs trophées : la Coupe du Roi en 1991, 1992 et 1996, une année où il remporte également le titre de champion d'Espagne et où il est capitaine,,,.

#### En sélection
La première sélection en équipe nationale de Toni Muñoz a lieu le 11 mars 1992 contre les États-Unis. Sa dernière sélection avec la Roja se déroule le 22 septembre 1993 contre l'Albanie à Tirana. Ses dix sélections en équipe nationale se soldent par six victoires, trois matchs nuls, une défaite et deux buts inscrits.

### Carrière de dirigeant
Arrêtant sa carrière en 2001, Toni Muñoz intègre alors l'encadrement du club madrilène, devenant directeur sportif en 2003 en remplacement de Paulo Futre. Il démissionne en 2006 en raison d'une non qualification du club pour une Coupe d'Europe.
Il occupe ensuite la même fonction pendant 8 ans au Getafe CF et quitte ce club en juin 2017.

## Bilan sportif

### Palmarès
Avec l'Atlético Madrid, Toni Muñoz remporte tout d'abord la Coupe du Roi en 1991. Il récidive l'année suivante. En 1996, il fait partie de l'équipe de l'Atlético qui réalise le doublé Coupe d'Espagne-championnat d'Espagne.

### Statistiques
Le tableau ci-dessous résume les statistiques en match officiel de Toni Muñoz durant sa carrière de joueur professionnel,.
| Saison                | Club                  | Championnat           | Championnat | Championnat | Coupe(s) nationale(s) | Coupe(s) nationale(s) | Supercoupe | Supercoupe | Compétition(s) continentale(s) | Compétition(s) continentale(s) | Compétition(s) continentale(s) | Sélection | Sélection | Sélection | Total | Total |
| Saison                | Club                  | Division              | M.          | B.          | M.                    | B.                    | M.         | B.         | Comp.                          | M.                             | B.                             | Équipe    | M.        | B.        | M.    | B.    |
| 1988-1989             | Córdoba CF            | Segunda División B    | 22          | 1           | 3                     | 0                     | -          | -          | -                              | -                              | -                              | -         | -         | -         | 25    | 1     |
| 1989-1990             | Atlético Madrileño CF | Segunda División      | 31          | 3           | 4                     | 1                     | -          | -          | -                              | -                              | -                              | -         | -         | -         | 35    | 4     |
| 1990-1991             | Atlético Madrid       | Primera División      | 11          | 0           | 5                     | 0                     | -          | -          | C3                             | 1                              | 0                              | -         | -         | -         | 17    | 0     |
| 1991-1992             | Atlético Madrid       | Primera División      | 30          | 0           | 5                     | 1                     | 2          | 0          | C2                             | 4                              | 1                              | Espagne   | 1         | 0         | 42    | 2     |
| 1992-1993             | Atlético Madrid       | Primera División      | 33          | 0           | 1                     | 0                     | -          | -          | C2                             | 5                              | 0                              | Espagne   | 7         | 1         | 46    | 1     |
| 1993-1994             | Atlético Madrid       | Primera División      | 19          | 1           | 0                     | 0                     | -          | -          | C3                             | -                              | -                              | Espagne   | 2         | 1         | 21    | 2     |
| 1994-1995             | Atlético Madrid       | Primera División      | 34          | 0           | 5                     | 0                     | -          | -          | -                              | -                              | -                              | -         | -         | -         | 39    | 0     |
| 1995-1996             | Atlético Madrid       | Primera División      | 40          | 0           | 10                    | 0                     | -          | -          | -                              | -                              | -                              | -         | -         | -         | 50    | 0     |
| 1996-1997             | Atlético Madrid       | Primera División      | 34          | 1           | 3                     | 1                     | 2          | 0          | C1                             | 6                              | 0                              | -         | -         | -         | 45    | 2     |
| 1997-1998             | Atlético Madrid       | Primera División      | 13          | 0           | 0                     | 0                     | -          | -          | C3                             | 5                              | 0                              | -         | -         | -         | 18    | 0     |
| 1998-1999             | Atlético Madrid       | Primera División      | 22          | 0           | 3                     | 0                     | -          | -          | C3                             | 8                              | 0                              | -         | -         | -         | 33    | 0     |
| 1999-2000             | Atlético Madrid       | Primera División      | 7           | 0           | 3                     | 0                     | -          | -          | C3                             | 3                              | 0                              | -         | -         | -         | 13    | 0     |
| 2000-2001             | Atlético Madrid       | Segunda División      | 8           | 0           | 5                     | 0                     | -          | -          | -                              | -                              | -                              | -         | -         | -         | 13    | 0     |
| Total sur la carrière | Total sur la carrière | Total sur la carrière | 304         | 6           | 47                    | 3                     | 4          | 0          | -                              | 32                             | 1                              | -         | 10        | 2         | 397   | 12    |